# Гуарда
Гуа́рда (порт. Guarda; МФА: [ˈgwaɾ.dɐ], Гва́рда) — муніципалітет і місто в Португалії, в окрузі Гуарда. Адміністративний центр округу.  Розташований у східній частині країни, на теренах історичної португальської провінції Бейра. Належить до Гуардської діоцезії Католицької церкви в Португалії. Права міського самоврядування має з 1199 року. Поділяється на 43 парафії. За адміністративним поділом, чинним до 1976 року, був складовою провінції Верхня Бейра. Площа муніципалітету — 712,1 км², населення муніципалітету — 42541 ос. (2011); густота населення — 59,74 осіб/км²
. Патрон — Діва Марія. Святковий день муніципалітету — 27 листопада. Поштовий індекс — 6300, 6301.  Код місцевої адміністративної одиниці — 0907. Складова статистичного регіону Центр.

## Географія
Гуарда розташована на сході Португалії, на півдні округу Гуарда.
Гуарда межує на північному сході — з муніципалітетом Піньєл, на сході — з муніципалітетом Алмейда, на південному сході — з муніципалітетом Сабугал, на півдні — з муніципалітетами Белмонте і Ковілян, на заході — з муніципалітетами Говея і Мантейгаш, на північному заході — з муніципалітетом Селоріку-да-Бейра.

## Історія
1199 року португальський король Саншу I заснував Гуарду й надав їй форал, яким визнав за поселенням статус містечка та муніципальні самоврядні права.

## Населення
| Кількість мешканців | Кількість мешканців | Кількість мешканців | Кількість мешканців | Кількість мешканців | Кількість мешканців | Кількість мешканців | Кількість мешканців | Кількість мешканців | Кількість мешканців | Кількість мешканців | Кількість мешканців | Кількість мешканців | Кількість мешканців | Кількість мешканців |
| ------------------- | ------------------- | ------------------- | ------------------- | ------------------- | ------------------- | ------------------- | ------------------- | ------------------- | ------------------- | ------------------- | ------------------- | ------------------- | ------------------- | ------------------- |
| 1864                | 1878                | 1890                | 1900                | 1911                | 1920                | 1930                | 1940                | 1950                | 1960                | 1970                | 1981                | 1991                | 2001                | 2011                |
| 33 006              | 36 280              | 40 205              | 41 910              | 44 010              | 41 909              | 43 314              | 47 862              | 51 468              | 48 994              | 39 741              | 40 360              | 38 765              | 43 822              | 42 541              |

## Визначні пам'ятки
В місті знаходиться кафедральний собор побудований в готичному стилі у XIV—XVI століттях, та відреставрований у 1899 та 1921 роках.

## Міста-побратими
- Бехар, Іспанія
- Зігбург, Німеччина
- Цфат, Ізраїль